# Тюльпаны (Крым)
Тюльпа́ны (до 1948 года Фрайле́бен; укр. Тюльпани, крымскотат. Frayleben, Фрайлебен) — исчезнувшее село в Раздольненском районе Республики Крым, располагавшееся в центре района, в степной части Крыма, примерно в 2 километрах восточнее современного села Орловка.

## История
Еврейский переселенческий участок № 44, был образован, судя по доступным историческим документам, в середине 1930-х годов (44 участок впервые отмечен на карте 1931 года), видимо, уже на территории созданного постановлением ВЦИК РСФСР от 30 октября 1930 года Фрайдорфского еврейского национального района. После создания в 1935 году Ак-Шеихского района (переименованного в 1944 году в Раздольненский) селение включили в его состав. Время присвоения названия Фрайлебен пока точно не установлено: на карте 1942 года уже под новым названием. Вскоре после начала Великой Отечественной войны часть еврейского населения Крыма была эвакуирована, из оставшихся под оккупацией большинство расстреляны.
С 25 июня 1946 года Фрайлебен в составе Крымской области РСФСР. Указом Президиума Верховного Совета РСФСР от 18 мая 1948 года, Фрайлебен переименовали в Тюльпаны. 26 апреля 1954 года Крымская область была передана из состава РСФСР в состав УССР. Время включения в Ковыльновский сельсовет пока не установлено: на 15 июня 1960 года село уже числилось в его составе. Тюльпаны ликвидированы к 1968 году (согласно справочнику «Крымская область. Административно-территориальное деление на 1 января 1968 года» — в период с 1954 по 1968 годы, как посёлок Ковыльновского сельсовета).